# Năm chí tuyến
Năm chí tuyến (tiếng Anh gọi là: tropical year) là độ dài thời gian mà Mặt Trời (được quan sát từ Trái Đất) trở lại đúng vị trí trên đường hoàng đạo (đường của nó giữa các ngôi sao trên bầu trời). Năm chí tuyến còn có nhiều tên gọi khác: năm hồi quy, năm phân chí hay năm trôpic. Độ dài chính xác của khoảng thời gian này phụ thuộc vào điểm được chọn trên hoàng đạo: nếu bắt đầu từ điểm xuân phân ở bán cầu bắc, là một trong bốn điểm chính trên hoàng đạo, thì ta có khái niệm năm xuân phân; còn nếu lấy trung bình của tất cả các điểm trên hoàng đạo thì ta có khái niệm năm chí tuyến trung bình.
Trên Trái Đất, chúng ta nhận biết được sự tiến triển của năm chí tuyến từ sự chuyển động rất chậm của Mặt Trời từ phía nam lên phía bắc và sự quay trở lại. Đường bắc chí tuyến (chí tuyến chòm sao Cự Giải) và nam chí tuyến (chí tuyến chòm sao Ma Kết) là các vĩ độ cực bắc và cực nam mà Mặt Trời đạt đến trong chu trình của nó. Vị trí của Mặt Trời có thể được đo bằng sự thay đổi mỗi ngày tại thời điểm giữa trưa của độ dài bóng kim của đồng hồ mặt trời (một cột hay que thẳng đứng hoặc nghiêng theo trục Trái Đất). Đây là phương pháp "tự nhiên" nhất để tính độ dài của năm với ý nghĩa "sự thay đổi của độ chiếu sáng sinh ra các mùa".
Vì điểm xuân phân lùi lại dọc theo hoàng đạo một cung 50,29" mỗi năm (do tuế sai của trục Trái Đất) nên phải mất 25.770 năm nó mới đi hết một vòng hoàng đạo. Từ đó suy ra 25.770 năm thiên văn = 25.771 năm chí tuyến. Do đó, một năm chí tuyến = 0,999961197 năm thiên văn. Nói cách khác, một năm chí tuyến ngắn hơn năm thiên văn khoảng 0,000038803 x 365,2564 x 24 x 60 = 20,409 phút (năm 2000, sự chênh lệch là 20,409 phút; năm 1900 là 20,400 phút). Đó chính là thời gian Mặt trời (thực ra là Trái Đất) đi hết cung 50,29" trên hoàng đạo.
Sở dĩ độ dài năm chí tuyến phụ thuộc vào điểm được chọn trên hoàng đạo vì quỹ đạo Trái Đất có dạng ellipse nên độ dài cung 50,29" tại mỗi điểm là khác nhau. Càng gần điểm cận nhật (ngày 3 hoặc 4 tháng 1), cung đó càng ngắn, tức là năm chí tuyến càng dài. Do đó, xét trong 4 điểm xuân phân, hạ chí, thu phân, đông chí thì năm chí tuyến tại điểm đông chí là dài nhất, còn tại điểm hạ chí là ngắn nhất.

## Các phân biệt cụ thể
Chuyển động của Trái Đất trên quỹ đạo của nó (và như vậy là chuyển động biểu kiến của Mặt Trời giữa các ngôi sao) là không hoàn toàn đều vì sự nhiễu động trọng trường gây ra bởi Mặt Trăng và các hành tinh. Vì thế thời gian giữa hai sự trôi qua kế tiếp của một điểm cụ thể trên hoàng đạo sẽ biến đổi.
Thêm nữa, vận tốc của Trái Đất trên quỹ đạo của nó biến đổi do quỹ đạo của nó là một hình ellipse chứ không phải đường tròn. Ngoài ra, vị trí của điểm phân trên quỹ đạo cũng thay đổi do tuế sai. Kết quả là (giải thích dưới đây) độ dài của năm chí tuyến phụ thuộc vào điểm cụ thể mà ta chọn trên hoàng đạo mà Mặt Trời trở lại.
Vì vậy các nhà thiên văn học đã định nghĩa năm chí tuyến trung bình, là trung bình của tất cả các điểm trên hoàng đạo; nó có độ dài khoảng 365,242 2 ngày SI. Bên cạnh đó, các năm chí tuyến đã được định nghĩa cho các điểm cụ thể trên hoàng đạo: cụ thể là năm xuân phân, được bắt đầu và kết thúc khi Mặt Trời xuất hiện hai lần kế tiếp ở điểm xuân phân. Nó có độ dài khoảng 365,242 4 ngày.
Sự phức tạp bổ sung: Chúng ta có thể đo thời gian hoặc là như "ngày có độ dài cố định": ngày SI bằng 86.400 giây SI, được xác định bởi các đồng hồ nguyên tử, hay ngày động học được xác định bởi chuyển động của Mặt Trăng và các hành tinh; hay trong ý nghĩa của ngày "tự nhiên", xác định bằng sự tự quay của Trái Đất trong mối liên quan tương hỗ với Mặt Trời. Độ dài của ngày tự nhiên trung bình là dài hơn một chút so với ngày đo bằng các đồng hồ (hay ngược lại, ngày đồng hồ là ngắn hơn một chút so với ngày đo bằng Mặt Trời). Cần phải sử dụng ngày tự nhiên trung bình vì ngày tự nhiên "tức thời" biến đổi một cách tuần tự theo thời gian, như phương trình thời gian đã chỉ ra.
Như đã được giải thích trong Sai số trong tính toán năm chí tuyến , việc sử dụng giá trị của "năm chí tuyến trung bình" để dẫn chiếu tới năm xuân phân được định nghĩa ở trên, thực sự là tạo ra sai số. Thuật ngữ "năm chí tuyến" trong ý nghĩa thiên văn chỉ dẫn chiếu đến năm chí tuyến trung bình kiểu Newcomb có độ dài 365,242 2 ngày SI. Năm xuân phân dài 365,242 4 ngày tự nhiên cũng là quan trọng vì nó là cơ sở của phần lớn các loại lịch dựa theo Mặt Trời, nhưng nó không phải là "năm chí tuyến" đối với các nhà thiên văn học ngày nay.
Số lượng ngày tự nhiên trong năm xuân phân dao động trong khoảng 365,242 4 và 365,242 3 trong vài thiên niên kỷ và sẽ rất gần với 365,242 4 trong vài thiên niên kỷ nữa. Sự ổn định dài hạn này là sự ngẫu nhiên thuần túy, vì trong kỷ nguyên của chúng ta sự chậm lại của sự tự quay, gia tốc của chuyển động trung bình trên quỹ đạo, và hiệu ứng tại điểm phân của các thay đổi cụ thể xảy ra trong quỹ đạo Trái Đất gần như có thể loại bỏ.
Trái lại, năm chí tuyến trung bình, được đo bằng ngày SI, là ngắn hơn. Nó đã bằng 365,242 3 ngày SI tại khoảng năm 200 và hiện nay nó gần bằng 365,242 2 ngày SI.

## Giá trị trung bình hiện tại
Vào kỷ nguyên J2000 (1 tháng 1 năm 2000, 12h TT), năm chí tuyến trung bình là:
365,242 189 670 ngày SI.
Vì sự thay đổi trong tỷ lệ tuế sai và trong quỹ đạo của Trái Đất, nên tồn tại sự thay đổi đều đều của độ dài năm chí tuyến. Nó có thể biểu diễn theo đa thức của thời gian; hệ số tuyến tính là:
−0,000 000 061 62 × a ngày (Hệ số a là số năm Julius tính từ năm 2000 về sau), hay khoảng 5 ms/năm, nó có nghĩa là 2.000 năm trước thì năm chí tuyến là dài hơn bây giờ 10 giây.
Ghi chú: Công thức này cũng như các công thức dưới đây sử dụng ngày bằng chính xác 86.400 giây SI. Hệ số a được đo trong năm Julius (365,25 ngày) từ kỷ nguyên (2000). Thang đo thời gian là Thời gian Trái Đất hay TT (trước đây là Thời gian thiên văn hay ET) dựa trên các đồng hồ nguyên tử; nó không phải là Thời gian vũ trụ tức UT, là cái tuân theo sự tự quay không dự đoán trước được của Trái Đất. Sai số (nhỏ nhưng tính được) (gọi là ΔT) là thích hợp cho các ứng dụng dẫn chiếu đến thời gian và ngày được quan sát từ Trái Đất, như các loại lịch và nghiên cứu về các quan sát thuộc về lịch sử thiên văn như nhật thực.

## Các độ dài khác nhau
Như đã đề cập trên đây có một số lựa chọn để tính độ dài năm chí tuyến, phụ thuộc vào điểm tham chiếu được chọn. Lý do của nó là trong khi tuế sai của điểm phân là gần đều thì vận tốc biểu kiến của Mặt Trời lại không như vậy. Khi Trái Đất gần với điểm cận nhật trên quỹ đạo của nó (hiện nay khoảng ngày 3–4 tháng 1), nó (và như vậy là Mặt Trời được xét từ Trái Đất) chuyển động nhanh hơn trung bình; vì thế thời gian cần đạt được khi nó gần trong khu vực của điểm này là nhỏ hơn một cách tương đối, và "năm chí tuyến" được đo cho điểm này sẽ dài hơn trung bình. Đây là trường hợp nếu ta đo thời gian để Mặt Trời trở lại điểm đông chí đối với bán cầu bắc (khoảng ngày 21–22 tháng 12), là điểm rất gần với điểm cận nhật.
Ngược lại, điểm hạ chí của bán cầu bắc hiện tại là gần với điểm viễn nhật, khi đó Trái Đất chuyển động chậm hơn trung bình. Vì thế thời gian nó cần đạt được gần điểm này là lớn hơn trung bình: vì thế năm chí tuyến được đo ở điểm này là ngắn hơn trung bình. Các điểm phân là trung gian và hiện tại các năm chí tuyến được đo ở các điểm này rất gần với giá trị của năm chí tuyến trung bình như đã đề cập trên đây. Vì điểm phân thực hiện được đủ chu kỳ trong tương quan với điểm cận nhật (trong khoảng 21.000 năm), độ dài của năm chí tuyến như đã được định nghĩa với dẫn chiếu tới điểm cụ thể trên hoàng đạo dao động xung quanh năm chí tuyến trung bình.
Giá trị hiện tại và sự thay đổi hàng năm của thời gian để trở lại các điểm chính trên hoàng đạo là [1] (tên gọi các điểm này là đối với bắc bán cầu):
- Xuân phân: 365,242 374 04 + 0,000 000 103 38 × a ngày
- Hạ chí: 365,241 626 03 + 0,000 000 006 50 × a ngày
- Thu phân: 365,242 017 67 − 0,000 000 231 50 × a ngày
- Đông chí: 365,242 740 49 − 0,000 000 124 46 × a ngày

Lưu ý rằng trung bình của bốn cái này là 365,242 2 ngày SI (năm chí tuyến trung bình). Con số này hiện nay là đang nhỏ hơn 365,242 2 một chút, có nghĩa là năm đang ngắn hơn (khi được đo theo giây). Hiện nay, vận tốc tự quay thực sự là đang chậm hơn và ngày trong tương lai sẽ dài hơn (đo theo giây). Vì thế số ngày thực sự của năm cũng đang bị giảm đi.
Sai biệt giữa các dạng khác nhau của năm là tương đối nhỏ đối với chuyển động hiện tại trên quỹ đạo của Trái Đất. Tuy nhiên, trên Sao Hỏa thì sai số giữa các dạng khác nhau của năm theo độ lớn là nhiều hơn: năm xuân phân = 668,590 7 ngày Sao Hỏa, năm hạ chí = 668,588 0 ngày, năm thu phân = 668,594 0 ngày, năm đông chí = 668,595 8 ngày, với năm chí tuyến là 668,592 1 ngày 1. Điều này xảy ra bởi độ lệch tâm quỹ đạo lớn hơn của Sao Hỏa. Cũng cần phải lưu ý rằng quỹ đạo Trái Đất phải trải qua các chu kỳ tăng và giảm độ lệch tâm theo thang độ thời gian khoảng 100.000 năm (chu kỳ Milankovitch), và độ lệch tâm của nó có thể đạt tới khoảng 0,06 vì thế trong tương lai xa Trái Đất sẽ có các giá trị lệch nhau nhiều hơn cho các năm phân (xuân phân/thu phân) và năm chí (đông chí/hạ chí).

## Năm trên lịch
Sự phân biệt này cần thiết để nghiên cứu lịch. Lễ hội chuyển động chính của Thiên chúa giáo là lễ Phục Sinh. Có vài phương pháp khác nhau để tính ngày Phục Sinh đã được sử dụng trong thời kỳ ban đầu của Thiên chúa giáo, nhưng cuối cùng quy tắc thống nhất đã được chấp nhận là lễ Phục Sinh sẽ được kỷ niệm vào ngày chủ nhật đầu tiên sau ngày trăng tròn trong/sau ngày xuân phân, và ngày được thiết lập là ngày 21 tháng 3. Nhà thờ vì vậy đã chọn nó làm khách thể để giữ ngày xuân phân vào/gần ngày 21 tháng 3, và năm theo lịch cần được đồng bộ với năm chí tuyến như đã được đo bằng trung bình khoảng thời gian giữa hai kỳ xuân phân. Từ khoảng năm 1000 thì năm chí tuyến trung bình (được đo theo ngày SI) đã trở thành ngắn hơn đáng kể so với trung bình khoảng cách hai xuân phân (đo theo ngày thực tế), vì vậy khoảng cách giữa hai xuân phân kế tiếp được đo theo ngày SI trở nên dài hơn đáng kể.
Hiện nay lịch Gregory hiện tại có năm trung bình là:
365 + 97/400 = 365,242 5 ngày.
Mặc dù nó rất gần với năm xuân phân (phù hợp với mục đích của cải cách lịch Gregory năm 1582), nó là hơi dài hơn, và không phải là xấp xỉ tối ưu khi xem xét với các phân số liệt kê dưới đây. Lưu ý rằng phép tính xấp xỉ 365 + 8/33 được sử dụng trong lịch Iran là có lẽ tốt hơn và 365 + 8/33 đã được xem xét bởi Roma và nước Anh như là một hướng khác của cải cách lịch tôn giáo Gregory năm 1582.

## Xấp xỉ
Phần thập phân của năm xuân phân như nêu trên đây đã cho ta các tiếp cận khác nhau để lấy giá trị trung bình giữa các xuân phân kế tiếp (tức là phần của ngày). Các tiếp cận này có thể sử dụng để thêm vào giữa các năm thường có 365 ngày bằng năm nhuận có 366 ngày sao cho giữ năm trên lịch đồng bộ với điểm xuân phân:
- 365 (Không thêm ngày)
- 365 + 1/4 (chu kỳ Julius; 1/4 nghĩa là 1 năm nhuận trong 4 năm)
- 365 + 7/29 (6/24 + 1/5 nghĩa là 6 chu kỳ Julius, tiếp theo là 1 năm nhuận trong 5 năm)
- 365 + 97/400 (chu kỳ Gregory)
- 365 + 8/33 (chu kỳ Khayyam; 7/28 + 1/5 nghĩa là 7 chu kỳ Julius, tiếp theo là 1 năm nhuận trong 5 năm)
- 365 + 143/590 (17 x (7/28 + 1/5) + 6/24 + 1/5))

Lưu ý: Là 590 năm bởi vì độ dài năm sẽ thay đổi, cần thiết phải có sự hoãn lại bằng một nội chu kỳ 7 trong 29.
Thêm nữa, các tính toán hiện đại chỉ ra rằng năm xuân phân nằm giữa 365,242 3 và 365,242 4 ngày theo lịch (có nghĩa là ngày Mặt Trời được đo trong UT) trong bốn thiên niên kỷ gần đây và sẽ là 365,242 4 ngày trong vài thiên niên kỷ tiếp theo. Có điều này vì sự ngẫu nhiên của sự triệt tiêu của các yếu tố ảnh hưởng tới độ lớn của năm chí tuyến theo các phép đo cụ thể nào đó trong kỷ nguyên hiện tại.